# 高橋康順
高橋康順（たかはし こうじゅん，1891年—？），日本秋田縣仙北郡金澤村（今秋田縣横手市）人，大滿洲帝國參議府參議。

## 生平
高橋康順毕业于东京帝国大学。后来赴欧美、中国考察，曾任商工省矿山司矿政课长、商务司商政课长、大臣官房文书课长、东京矿山监督局长等职务。1933年6月，任满洲国实业部总务司长、次长，兼中央观象台长、特许发明局长、临时产业调查局长。1936年10月，任满洲生命保险会社理事长，并兼任满洲发明协会理事长、新京商工会副会长、协和会中央本部参与。1943年6月，任满洲国参议府参议。1945年8月被苏联红军逮捕，押往西伯利亚。